# Nothing but Thieves
Nothing but Thieves est un groupe britannique de rock alternatif, originaire de Southend-on-Sea, dans l'Essex, en Angleterre. Le groupe est formé en 2012 au fur et à mesure du parcours scolaire de ses membres. Il est composé de cinq musiciens : Conor Mason (chant), Joe Langridge-Brown (guitare), Dominic Craik (guitare), James Price (batterie) et Philip Blake (basse). Ils ont signé un contrat avec la maison de disque RCA Records en 2014.

## Histoire

### Débuts (2012–2014)
Le groupe est formé en 2012 à Southend-on-Sea, dans l'Essex. L’histoire de Nothing but Thieves débute à l'école, dans le comté d'Essex, quand le chanteur Conor Mason rencontre Langridge-Brown. « Quand je l'ai rencontré il était l'ado rock typique » se souvient Mason. « Personne d’autre n'avait les cheveux longs ou une guitare Gibson et je me suis dit : « je veux monter un groupe avec ce gosse, il est cool. Ensuite j'ai réalisé quelle tête de nœud il était »[réf. nécessaire].

### DeBroken MachineàMoral Panic(2015–2022)

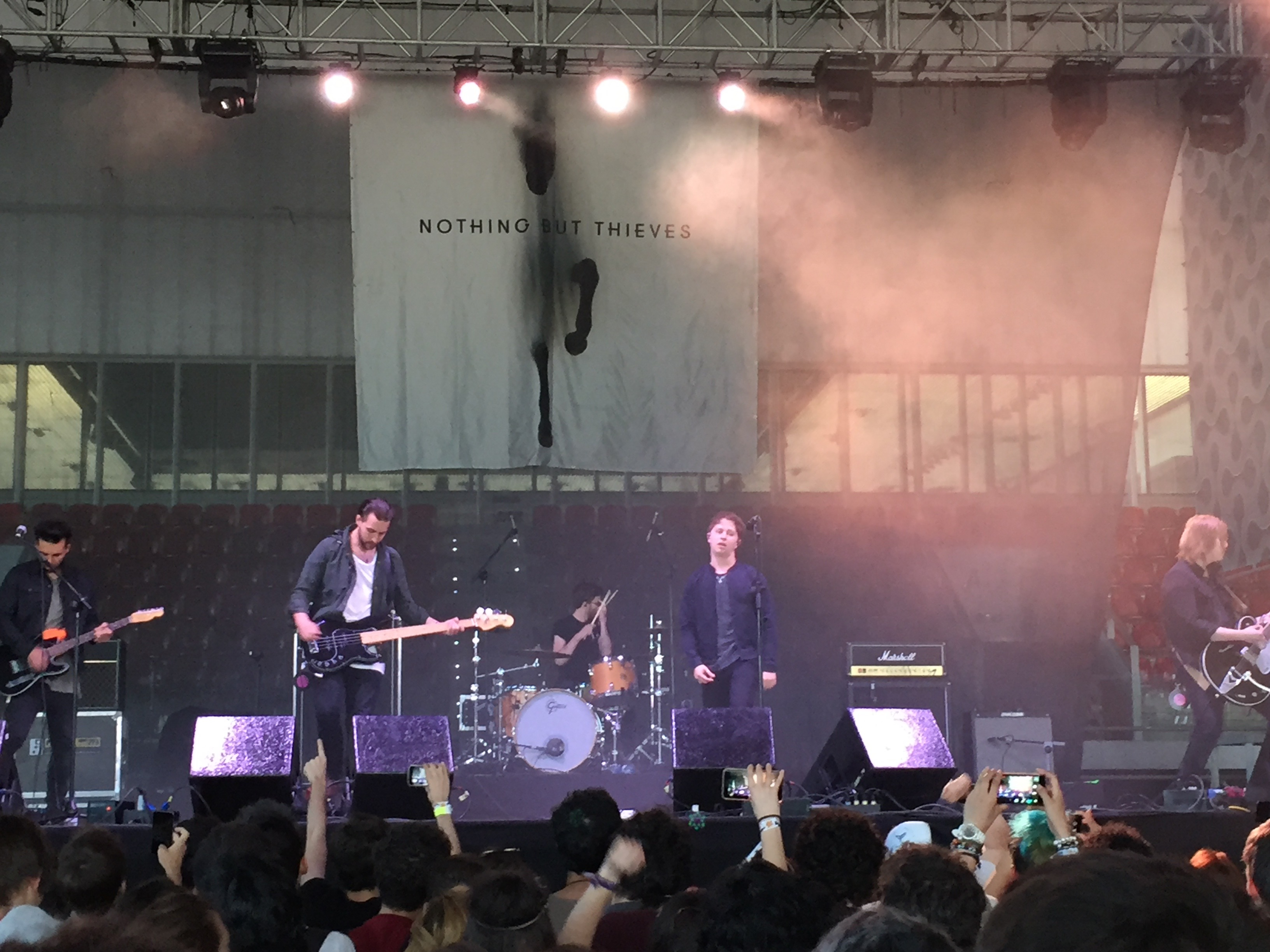
Nothing but Thieves en 2016.

Leur single Itch est élu « morceau du jour » sur la célèbre station de radio anglaise BBC Radio 1. Le groupe est également choisi pour être les premières parties des groupes  Gerard Way et  Awolnation mais aussi d'Arcade Fire ou de George Ezra durant le NME Awards show. Depuis la sortie de leur album, Nothing but Thieves est programmé sur de nombreux festivals européens dont les Reading and Leeds Festivals et l'Isle of Wight Festival. En juillet 2015, ils sont les invités de Muse pour le Rock in Roma et ont joué devant plus de 90 000 personnes. Le groupe Muse décide de réitérer l'expérience en les invitant sur de nombreuses dates de leur tournée européenne. Ils font notamment leur première partie pour les concerts du 3 et 4 mars 2016 à Paris, en France.
Leur album éponyme, Nothing but Thieves, sort le 16 octobre 2015 au Royaume-uni chez Sony Music Entertainment et le 5 février 2016 aux États-Unis chez RCA Victor arrive no 7 des charts anglais, no 3 des téléchargements sur iTunes et no 1 de la vente de vinyle. Leur tournée Ban All the Music en Grande-Bretagne affiche complet dès le 19 octobre 2015. Leur seconde tournée anglaise Under My Skin est annoncée le 9 novembre 2015 mais le programme est changé depuis qu'ils participent à la tournée Drones Tour de Muse.
Leur titre Holding Out for a Hero devient la bande-originale officielle de la saison 2 de la série Viking en mars 2015. On retrouve également Trip Switch dans FIFA 16 (sorti le 22 août 2015). Ban All the Music devient aussi la bande-originale du jeu Madden '16 (sorti en août 2015) édité par EA Sports.
Après une longue tournée, le groupe enregistre puis sort durant le printemps 2017 le titre Amsterdam, qui sera inclus dans leur deuxième album Broken Machine, sorti en septembre de la même année. Plus tard, le 20 juin 2023, Broken Machine sera certifié disque d'or par la BPI.
Le 23 juin 2020, le groupe annonce la sortie de son troisième album Moral Panic le 23 octobre 2020. Le 8 juin 2021, un nouveau single, Futureproof sort, puis le 9 juillet 2021, l'EP Moral Panic II est annoncé. Il sort le 23 juillet 2021, ainsi que le single Miracle, Baby. Le groupe dira à propos de cet EP : « Nous sentions que nous n'en avions pas terminé avec le thème de Moral Panic ».

### Dead Club City(depuis 2023)
Le 15 mars 2023, le groupe sort un nouveau single, Welcome to the DCC, et annonce la sortie de son quatrième album Dead Club City pour le 30 juin 2023. L'album atteint la première place du UK Albums Chart. Le 29 janvier 2024, le groupe sort une nouvelle chanson sur toutes les plateformes, Oh No :: He Said What?, faisant partie de la version deluxe de l'album Dead Club City, programmée pour le 15 mars de la même année.

## Style musical
Leur style musical est souvent comparé à Muse, Foals, The Neighbourhood ou encore Civil Twilight.

## Membres
- Conor Mason - chant
- Joe Langridge-Brown - guitare
- Dominic Craik - guitare, claviers
- Philip Blake - basse
- James Price - batterie

## Discographie

### EP
- 2013 : If You Don't Believe, It Can't Hurt You (28 octobre 2013)
- 2014 : Graveyard Whistling (18 juillet 2014)
- 2015 : Ban All the Music (7 juillet 2015)
- 2018 : What Did You Think When You Made Me This Way (19 octobre 2018)
- 2021 : Moral Panic II